# 久野真平
久野 真平（くの しんぺい ）は、愛知県出身の元バレエダンサーであり、身体運動法の研究家。舞踊法を基にした「ホールアップ法」を開発し　「ホールアップ呼吸法」「こんぶ体操」「マタニティウォーキング」などを提唱している。歩くことと身体の研究所代表。血液型はB型。身長177cm。

## 経歴
幼児の頃より音楽に合わせて踊ることが大好きであった。8歳、名古屋にあった児童劇団ななし座に入団し子供ミュージカルを始める。10歳、劇団に来ていたバレエ教師の強い勧めでクラシックバレエを始める。舞台・映画（生きてるうちが花なのよ死んだらそれまでよ党宣言）に出演。
1986年、劇団四季研究所に入所。
1987年、20世紀バレエ団ジョルジュ・ドンの「ボレロ」に感銘を受け英国バレエ留学。ウエストストリートバレエスクールにてガリー・シャーウッドとマリオン・レイン、ピラティスをアラン・ハードマンに師事。ロンドン・シティバレエ（故ダイアナ妃後援）、ベルギー王立ワロニーバレエでダンサーとして活動。
1992年の帰国後は振付け家として映画・CMを手がける他　映画・演劇・舞踊舞台に出演する。
「床と身体」の関係を探求のため、日舞、民族舞踊、コンテンポラリーダンス、ヨガなどを学ぶ。舞踊学を宮尾慈良に、禅を松竹寛山（現 平林寺住職）について学ぶ。
2001 年 少林寺拳法 パリ世界大会のオープニング演武構成演出を担当

2002 年 Dance Art Company月と太陽を主宰 演出

2003 年 プロデュースの勉強を舞台・美術展制作会社で開始

2005 年 久野メソッド教室を東京青山で開校

2006 年 産婦人科ドクターの依頼により産後のヨーガ教室を担当。歩行身体法ホールアップ法 を開発

2007 年 日本マタニティヨーガ協会 にて指導者養成ベーシックを取得

2008 年 kuno メソッド・マタニティウォーキング を開発・指導を開始

2009 年 こんぶ体操 を開発

2010 年 早稲田大学 スポーツ科学学術院にて講義を担当「バレエと日本の舞踊・身体の重心から考える」

2011 年 歩くことと身体の研究所設立。代官山猿楽祭 で「歩く展覧会」 を開催

2012 年 こども足歌DANCE&SONG「かかとトントントン♪」を制作、NHKあさイチで紹介される

2013 年 世田谷ものづくり学校に事務所を開設
シューフィッター養成認定機関 FHA 足と靴と健康協議会  歩行講座を担当

せたがやウキウキクラブ（昭和女子大学内）で「子供想像ダンス教室（バレエ）」「世界の遊び」を担当
日本体育協会公認ジュニアスポーツ指導員　